# کشورن والکات
کشورن والکات (انگلیسی: Keshorn Walcott؛ زادهٔ ۲ آوریل ۱۹۹۳) یک پرتاب‌گر نیزه، و ورزشکار دو و میدانی اهل ترینیداد و توباگو است. از افتخارات وی میتوان وی می‌توان به کسب مدال طلا پرتاب نیزه در بازی‌های المپیک تابستانی ۲۰۱۲ و مدال برنز پرتاب نیزه در بازی‌های المپیک تابستانی ۲۰۱۶ اشاره کرد.